# 赫斯維爾之役
赫斯維爾之役（Battle of Hartsville）於1862年12月7日發生在田納西州，屬美國內戰時期斯通河會戰的一部分。北方聯邦的坎伯蘭軍團於佩里維爾之役打敗了南方邦聯的田納西軍團後，仍派俄亥俄州第106步兵團、俄亥俄州第108步兵團和印地安納州第2騎兵團緊追不捨，他們最後要止步紮營，休息過夜。不久，約翰·亨特·摩根發動的摩根突襲捲至田納西州，其1,400名騎兵於早上六時突擊有2,300人駐守的軍營，由於聯邦軍的指揮官當時不在場，令兵團無法反擊，結果邦聯軍以傷亡146人，折損北軍262人，另外1,844人投降。
邦聯軍於赫斯維爾之役的大勝，鼓舞了當地的軍民進一步消滅南侵的聯邦軍，終於1862年12月15日，斯通河之役爆發。